# Flammeum

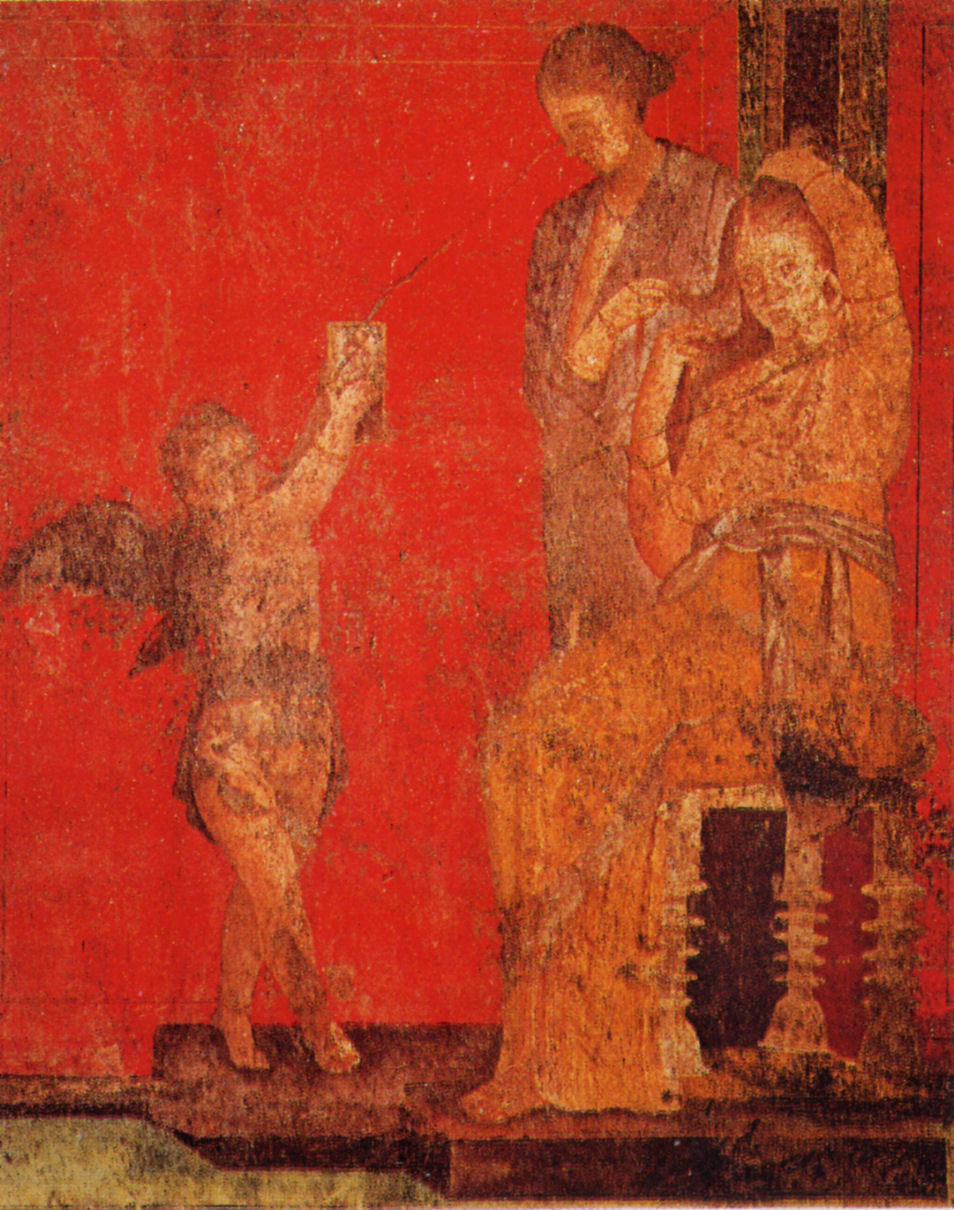
Fresko aus der Mysterienvilla in Pompeji

Das Flammeum ist der Schleier, den in der Antike die Braut bei einer römischen Hochzeit trug. Gleichzeitig gehört er zur ständigen Kleidung der Flaminica Dialis, der Frau des Flamen Dialis, des höchsten Priesters des Jupiter. Festus erklärt den Zusammenhang so, dass das Tragen des Flammeums bei der Braut als gutes Vorzeichen betrachtet wurde, da die Flaminica Dialis nicht geschieden werden konnte, man also hoffte, dass die Unauflöslichkeit der Ehe der Flaminica auf die Braut gewissermaßen abfärben würde. Der Schleier muss groß gewesen sein, da er die Braut einhüllen konnte, es handelte sich also nicht um eine Art Kopftuch. Tatsächlich verknüpft Festus das lateinische nubere („heiraten“) mit nubes („Wolke“), da der Schleier die Braut bei der Hochzeit wolkengleich einhüllen würde. Ein kleiner Brautschleier hieß Flammeolum.
Hinsichtlich der Farbe herrscht Uneinigkeit. An vielen Stellen ist von einem roten Schleier die Rede, so auch bei Renate Oswald. Festus sagt, dass er die Farbe von Blitzen habe, passend für die Gattin des Priesters des Blitzgottes Jupiter. Über die Farbe von Blitzen kann man natürlich uneins sein, dafür steht bei Plinius dem Älteren ausdrücklich, dass das Flammeum gelb sei. Gelber Farbstoff sei von alters her hoch geschätzt gewesen, daher habe man Gelb den Bräuten für ihre Kleidung zugestanden. Plinius verwendet als Farbbezeichnung luteus, was ein tiefes, sattes Gelb ist, auch die Farbe von Eigelb wird so bezeichnet. Der Name rührt von dem Färberkraut lutum her, unserem Färber-Wau (Reseda luteola). Die Meinung, das Flammeum sei rot gewesen, führen Sebesta und Bonfante auf einen Iuvenal-Scholiasten des vierten Jahrhunderts zurück, der ein rotes Flammeum als passend für eine schamhaft errötende Braut hielt.
Von einem gelben Flammeum ausgehend identifizieren Sebesta und Bonfante die Brautgewänder auf den Fresken der Mysterienvilla in Pompeji als Flammeum. Auch in dem gelben Gewand oder Tuch, das auf dem Fresko der Aldobrandinischen Hochzeit hinter der Braut auf dem Brautbett liegt, wird ein Flammeum vermutet.
Der Hersteller von Brautschleiern hieß Flammearius.